# عبد الله عليش
عبد الله عليش Abdulla Aliş (بالروسية: Абдулла Алиш) (و.16 سبتمبر 1908 - 25 أغسطس 1944) شاعر وكاتب مسرحي ومقاوم روسي تتري سوفييتي.
كتب معظم أعماله للأطفال. وكتب عدة عروض لمسرح الدمى. عمل صحفيا في عام 1933 في صحيفة Pioner kələme الشبابية. وفي عام 1941 تم تجنيده في الجيش الأحمر، وحارب في الحرب العالمية الثانية. وفي ذات السنة أسرته القوات الألمانية بالقرب من بريانسك. والتقى هناك بالشاعر والمقاوم موسى جليل. اتهم الاثنان بتشكيل جماعة مسلحة سرية لمقاومة النازيين، وتم كشف تلك الخطط في وقت لاحق وصدر عليهم حكم بالإعدام. وأعدموا بالفعل بالمقصلة في سجن بلوتسنزيه.